# Silvanectes
Les Silvanectes, — en latin « Silvanectii » — au IIe siècle, précédemment mentionnés sous le nom de Sulbanectes — en latin « Sulbanectes » — au Ier siècle, sont un ancien peuple gaulois habitant les environs de Senlis.

## Mentions historiques
Les mentions de ce peuple sont rares, César ne l’évoque même pas. La plus vieille attestation connue, « Civitas Sulbanectium », est celle inscrite sur le socle d'une statue de l'empereur Claude et datée de 48 apr. J.-C. Elle a été retrouvée sous le château de Senlis en 1952 et est conservée au musée d'art et d'archéologie de Senlis. Pline mentionne les « Ulmanetes liberi » et Ptolémée cite les « Soubanectoi ». Sous l'empereur Honorius, il est fait mention de la « Ciuitas Siluanectum ».

## Localisation
Le territoire des Sulbanectes était assez petit (environ 550 Km2) et s'étendait autour des rivières de la Nonette et de l'Aunette, presque entièrement compris dans le département actuel de l'Oise, autour des villes de Senlis (Augustomagus), Chantilly et Crépy-en-Valois. Sur ce territoire, quarante-trois sites datés de la période de La Tène ont été reconnus mais l'oppidum chef-lieu n'a pas été localisé à ce jour, il pourrait être situé sous les ruines de la forteresse médiévale de Montépilloy. Il semble que le territoire des Sulbanectes était peu peuplé.
Leur territoire était entouré au nord par les Suessions et les Bellovaques et au sud par les Parisis et les Meldes et servait de point de passage entre le nord et le sud du Bassin parisien. L'absence de monnayage spécifique aux Sulbanectes et la présence a contrario des monnaies suessiones dans tout le territoire sulbanecte semble indiquer que les Sulbanectes n'étaient, avant la conquête romaine, qu'un pagus du territoire suession. La dédicace des Sulbanectes à l'empereur Claude en 48 figurant sur le socle de la statue découverte à Augustomagus pourrait ainsi correspondre soit à l'accession à l'indépendance des Sulbanectes vis-à-vis des Suessions,, soit à l'octroi du statut de cité libre à Augustomagus.
Les Silvanectes vivaient pour partie dans une zone forestière fragmentée. Ils étaient notamment implantés dans l'immense forêt qui couvrait de la région de Luzarches dans l'actuel Val-d'Oise, qui comprenait aussi un complexe important de zones humides, le silvestres saltus des auteurs romains.
Trente sites datés de la période augusto-tibérienne ont été reconnus dans la partie septentrionale du territoire. La fondation d'Augustomagus semble dater du Ier siècle. Elle correspond probablement à la constitution d'un nœud routier entre peuples voisins sur la voie d'Agrippa qui allait de Lugdunum (Lyon) à Gesoriacum (Boulogne), voie qui permit à Claude de conquérir le sud de la Bretagne entre 43 et 47.

## Ethnonymie
Attesté en latin sous la forme Silvanectae, ce mot gaulois est composé de selua (cf. vieil irlandais selb « propriété possession »), selvanos « possession, propriété », « troupeau », comparable à l'irlandais sealbhán (vieil irlandais selbán) « troupeau ». On rencontre effectivement un deo Selvano en Gaule. Il est probable aussi que les nombreux Silvanus de Gaule soient d'anciens Selvanos par confusion avec le dieu romain qui a étendu son domaine d'influence à celui des troupeaux. La même analogie expliquerait pourquoi le nom de Selvanecti « les propriétaires de troupeaux » serait devenu Silvanectii, silva signifiant « forêt » en latin.
L'élément anecti est peut-être le même que celui que l'on rencontre dans l’anthroponyme Anectios et que l'on rapproche de l'irlandais aingid « il protège », le sens global de Silvanectae serait donc « les protecteurs de leur bien ». Cependant, une autre hypothèse fait d'un élément necti, une racine verbale ayant donné en latin nactus « qui a obtenu » ou « qui a conquis », d'où le sens global de « ceux qui ont obtenu ou conquis une [un droit de] propriété ».

## Dans la fiction
Gérard de Nerval, fasciné par l'Antiquité et l'ésotérisme et qui a passé une partie de son enfance dans le Valois, fait de fréquentes allusions aux Silvanectes, notamment dans Sylvie (1853) et Promenades et souvenirs (1854) ; il rapproche leur nom du latin silva (forêt).